# Comportement de reproduction
Vous pouvez aider à l'améliorer ou bien discuter des problèmes sur sa page de discussion.
- Le fond est à vérifier. Si vous venez d’apposer le bandeau, merci d’indiquer ici les points à vérifier. (Marqué depuis novembre 2020)
- Il fait référence à des sources qui ne semblent pas présenter la fiabilité et/ou l'indépendance requises. Vous pouvez aider, soit en recherchant des sources de meilleure qualité pour étayer les informations concernées, soit en attribuant clairement ces informations aux sources qui semblent insuffisantes, ce qui permet de mettre en garde le lecteur sur l'origine de l'information. (Marqué depuis novembre 2020)
- Il peut contenir un travail inédit ou des déclarations non vérifiées. Vous pouvez l’améliorer en ajoutant des références. (Marqué depuis novembre 2020)

- Archive Wikiwix
- Bing
- Cairn
- DuckDuckGo
- E. Universalis
- Gallica
- Google
- G. Books
- G. News
- G. Scholar
- Persée
- Qwant
- (zh) Baidu
- (ru) Yandex
- (wd) trouver des œuvres sur Wikidata

Vous pouvez aider à l'améliorer ou bien discuter des problèmes sur sa page de discussion.
- Son contenu est peut-être sujet à caution et doit absolument être sourcé. Si vous connaissez le sujet traité ici, vous pouvez le retravailler à partir de sources pertinentes en utilisant notamment les notes de bas de page. (Marqué depuis novembre 2020)
- Son texte doit être wikifié : il ne correspond pas à la mise en forme Wikipédia (style, typographie, liens internes, liens entre les wikis, etc.). (Marqué depuis novembre 2020)
- Il possède une liste de controverses qui, par leur accumulation excessive, rendent l'article non neutre. Wikipédia n'est pas un catalogue de controverses, ni un lieu pour militer contre un sujet. Modifiez l'article pour rendre ce dernier plus neutre. (Marqué depuis novembre 2020)
- Son introduction est soit absente, soit non conforme aux conventions de Wikipédia. (Marqué depuis novembre 2020)

- Archive Wikiwix
- Bing
- Cairn
- DuckDuckGo
- E. Universalis
- Gallica
- Google
- G. Books
- G. News
- G. Scholar
- Persée
- Qwant
- (zh) Baidu
- (ru) Yandex
- (wd) trouver des œuvres sur Wikidata

Pour les articles homonymes, voir sexualité (homonymie).

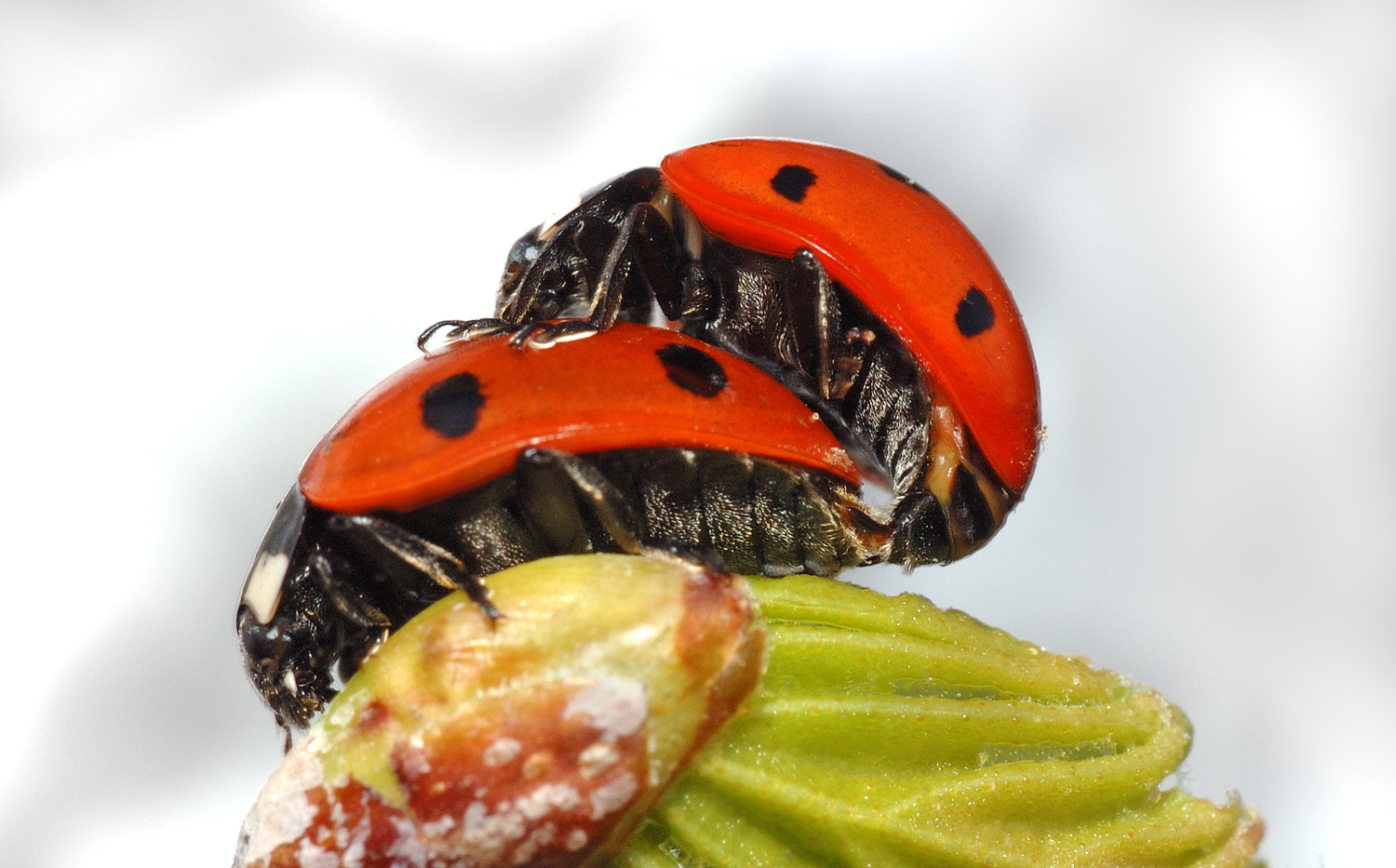
Accouplement de coccinelles.

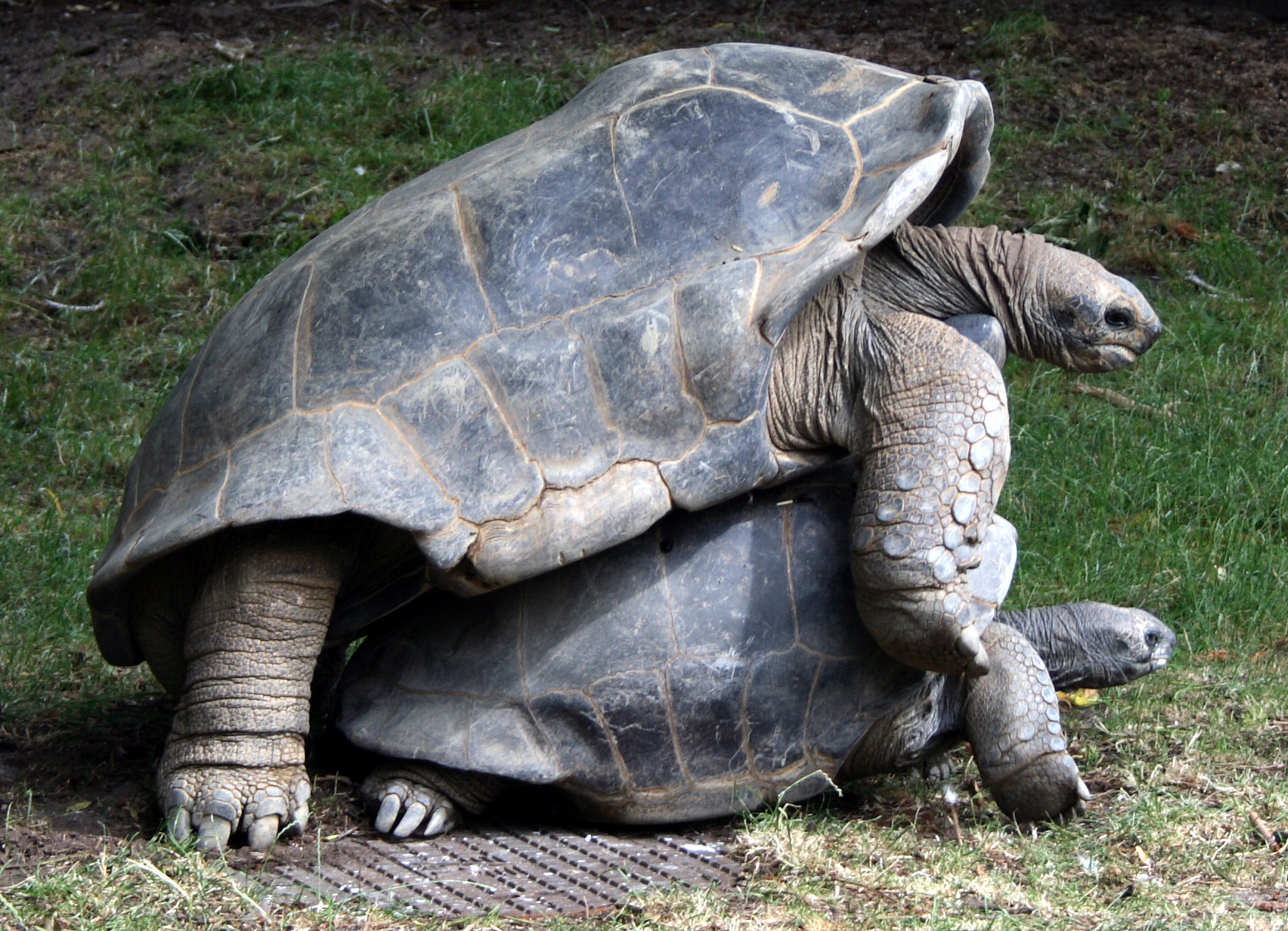
Accouplement de tortues.

Chez les animaux, le comportement de reproduction correspond à l'ensemble des séquences motrices qui sont exécutées pour mettre en contact les gamètes du mâle avec ceux de la femelle, ce qui permet la fécondation et la reproduction de l'espèce.
Le comportement de reproduction est contrôlé par le système nerveux. Plus le système nerveux est simple, plus le comportement est simple et stéréotypé (insectes, annélides…). Au contraire, plus le système nerveux est complexe, plus le comportement est élaboré (mammifères, et surtout les hominidés).
Chez la plupart des animaux, le comportement sexuel correspond à un comportement de reproduction : grâce à la coordination des hormones, des phéromones et des réflexes sexuels, la fécondation est le but fonctionnel de ce comportement. Chez les mammifères ayant un cerveau très développé (Homo sapiens, chimpanzés, bonobos, orangs-outans, dauphins), la structure cérébrale a évolué et la dynamique fonctionnelle du comportement a été modifiée : le comportement de reproduction devient un comportement érotique.
En simplifiant, il existe trois grands circuits neurobiologiques :
1. les circuits olfactifs (flèches rouges, schéma ci-dessous), à l'origine de l'excitation sexuelle et de l'orientation sexuelle ;
2. les circuits des réflexes sexuels (lordose, érection, éjaculation… flèches orange), qui permettent la copulation ;
3. les circuits des récompenses sexuelles (système de récompense associé au pénis/clitoris – flèches bleues), qui sont impliqués dans les apprentissages sexuels (en particulier de la motivation sexuelle)[2].

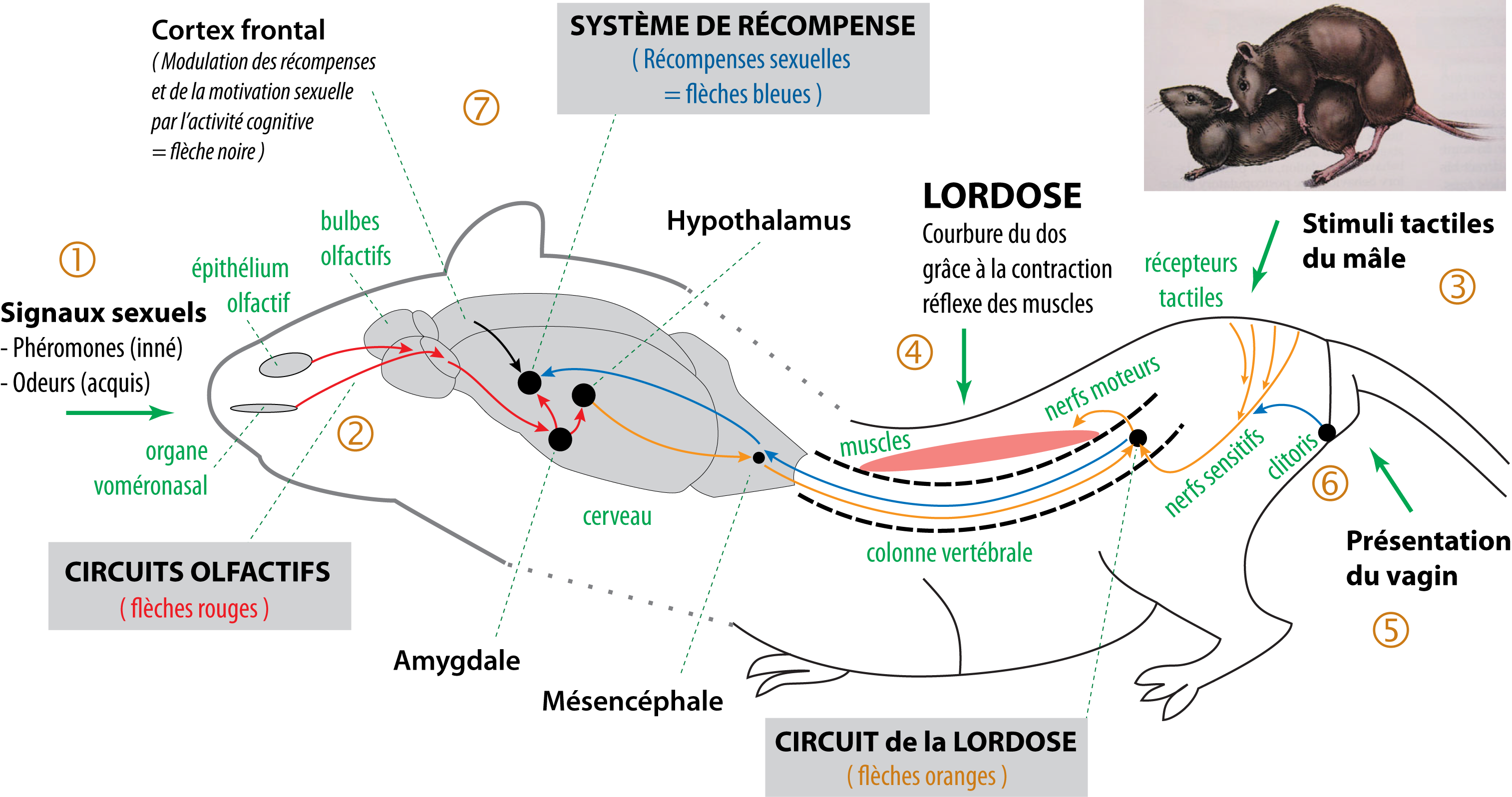
Schéma simplifié des circuits neurobiologiques de l'instinct sexuel des mammifères, chez la femelle.

En simplifiant, on peut schématiser les principales phases du comportement de reproduction. 1) Les odeurs et surtout les phéromones permettent d'échanger des signaux sexuels entre les éventuels partenaires. 2) Les circuits olfactifs (flèches rouges) permettent en particulier de reconnaître le partenaire du sexe opposé, et de déclencher l'excitation sexuelle,, ce qui induit la lubrification vaginale, l'érection et la copulation. 3) Lorsque le mâle monte la femelle, les stimuli tactiles du mâle sur la croupe de la femelle déclenchent le réflexe de lordose,. 4) Les circuits de la lordose (flèches orange) provoquent la courbure du dos, ce qui permet de bien présenter le vagin au mâle,. 5) La présentation du vagin facilite le contact tactile du pénis avec la région génitale, ce qui déclenche les mouvements réflexes du bassin du mâle (poussées pelviennes). Après l'intromission, les mouvements du pénis dans le vagin déclenchent le réflexe d'éjaculation,. 6) Les stimulations tactiles du clitoris (et du pénis pour le mâle) durant la copulation remontent jusqu'au cerveau (flèches bleues). 7) L'activation du système de récompense induit des apprentissages qui optimisent la copulation, en particulier le développement de la motivation sexuelle. De plus, des signaux olfactifs, auditifs et visuels perçus au cours de la copulation peuvent devenir par conditionnement des signaux sexuels, ce qui optimise les signaux phéromonaux innés. Il existe ainsi, dans l'organisation neurobiologique innée de l'organisme, un véritable comportement de reproduction hétérosexuel chez les mammifères non-primates,.
Cet article décrit en détail l'organisation et le contrôle neurobiologique du comportement de reproduction chez les mammifères non-primates. Même s'il existe des circuits innés spécialisés qui provoquent la copulation à la saison de reproduction, toutes les étapes du comportement de la reproduction ne sont pas innées. Quelques apprentissages sont nécessaires, comme la reconnaissance du partenaire de la même espèce et la monte de la femelle par le mâle. C'est l'existence d'une organisation instinctuelle incomplète, nécessitant des apprentissages complémentaires, qui est parfois à l'origine de comportements sexuels non reproducteurs. À titre d'exemple, les processus aboutissants à la copulation entre des espèces différentes sont décrits, afin d'expliquer les raisons « biologiquement normales » qui produisent dans des circonstances particulières des comportements qui peuvent être considérés comme « anormaux » ou « pathologiques ».

## Description du comportement de reproduction

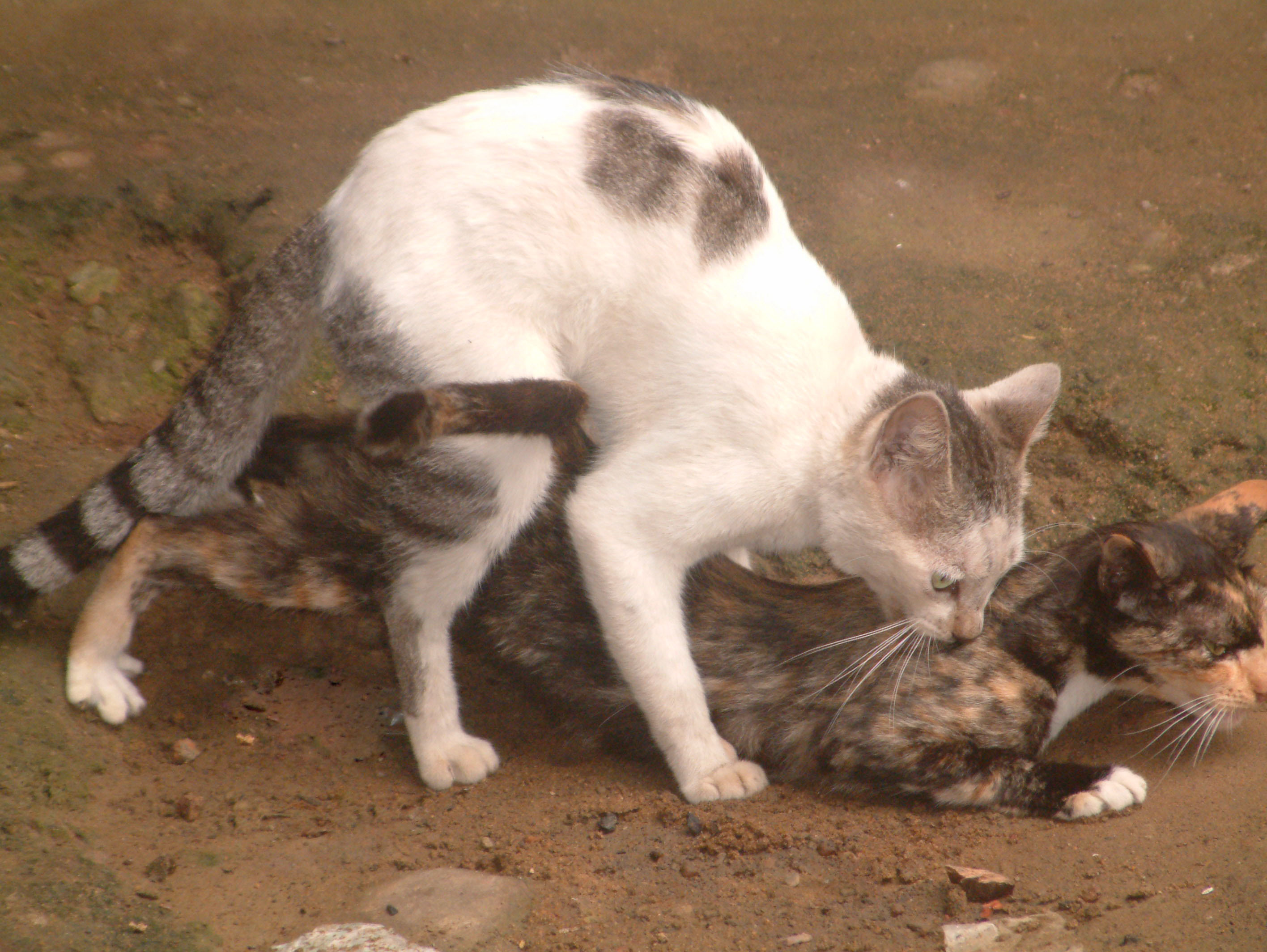
Copulation entre une femelle et un mâle chez les félidés.

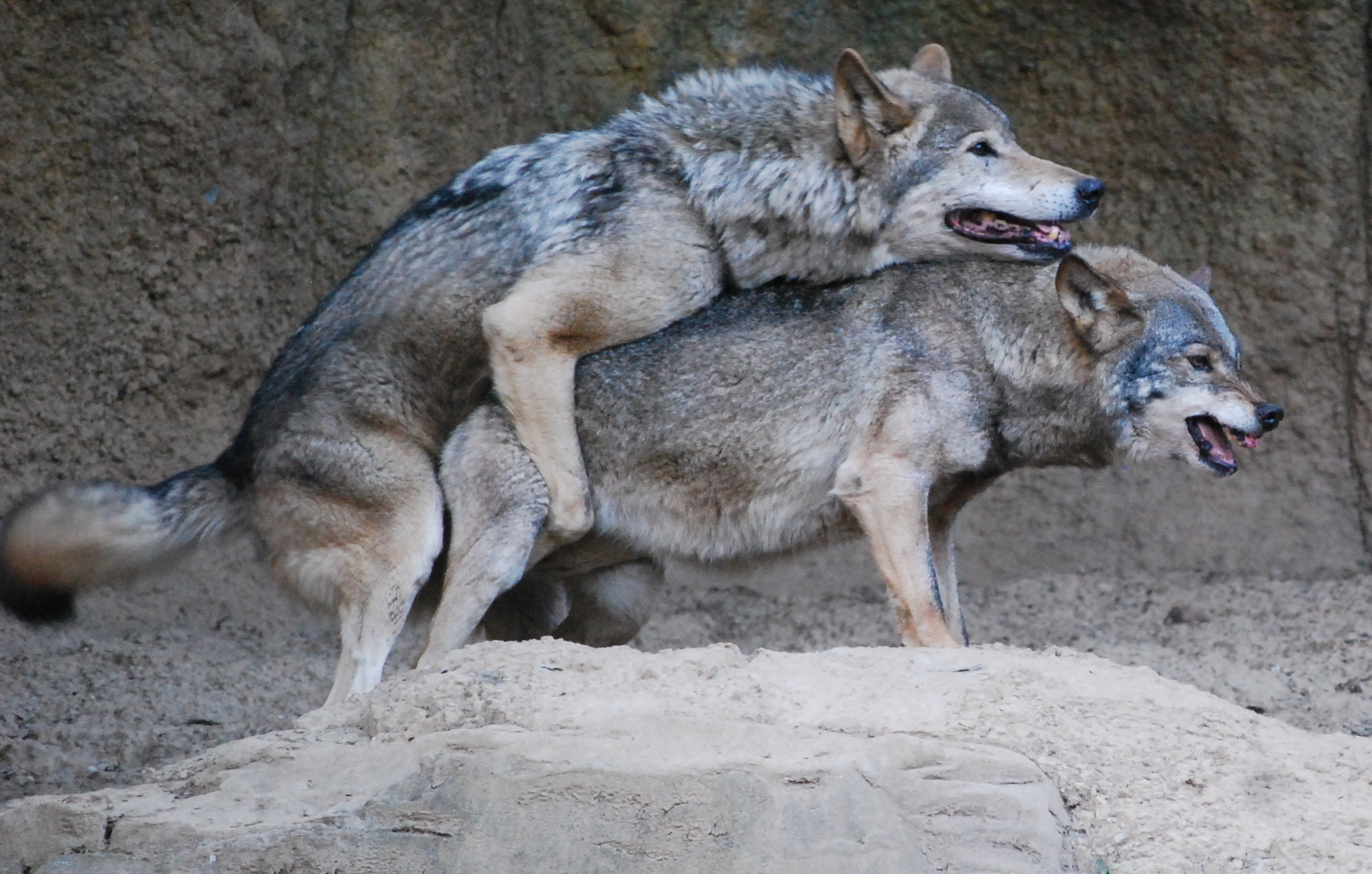
Copulation entre une femelle et un mâle chez les canidés.

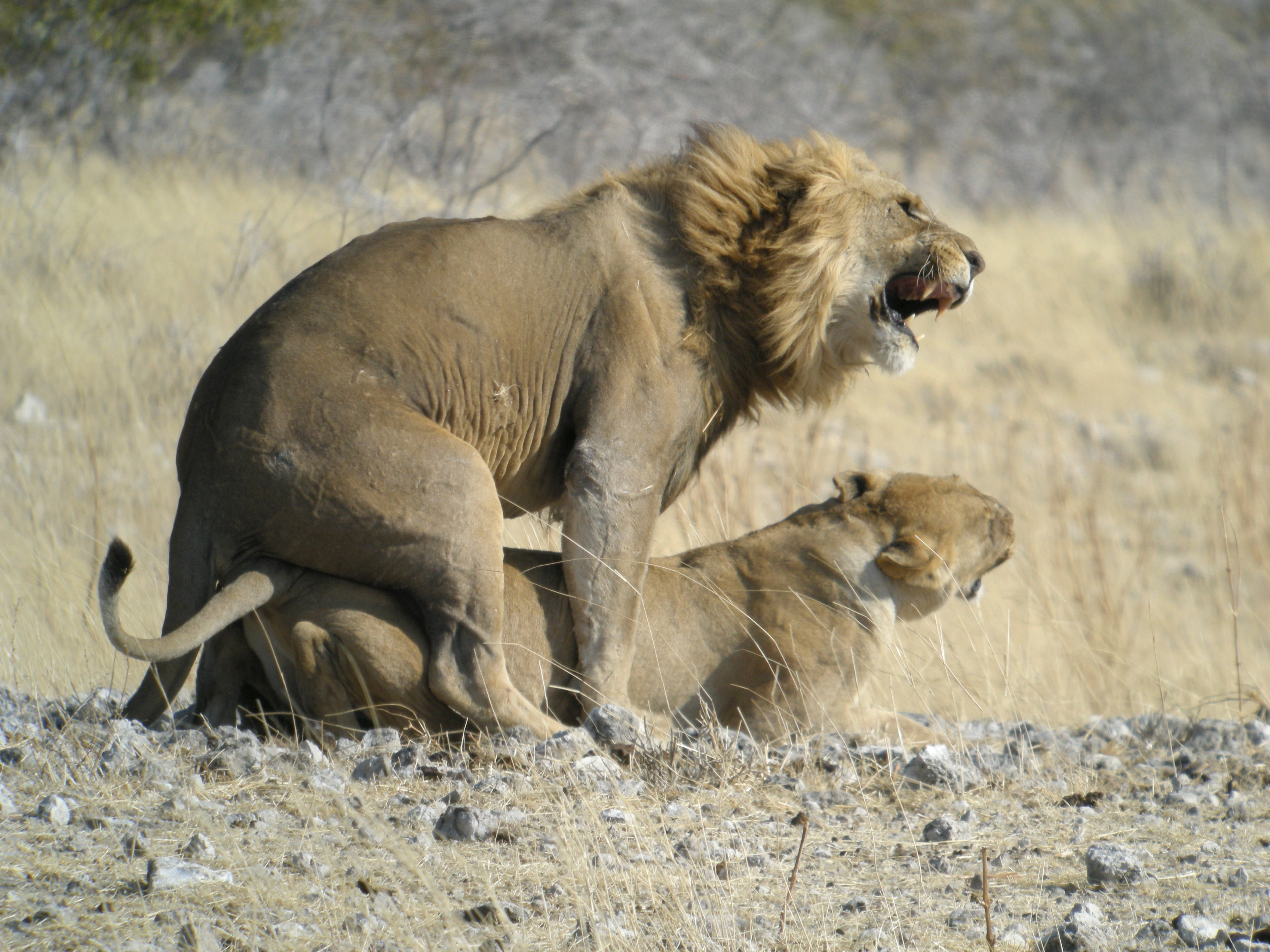
Copulation entre une femelle et un mâle chez les félidés.

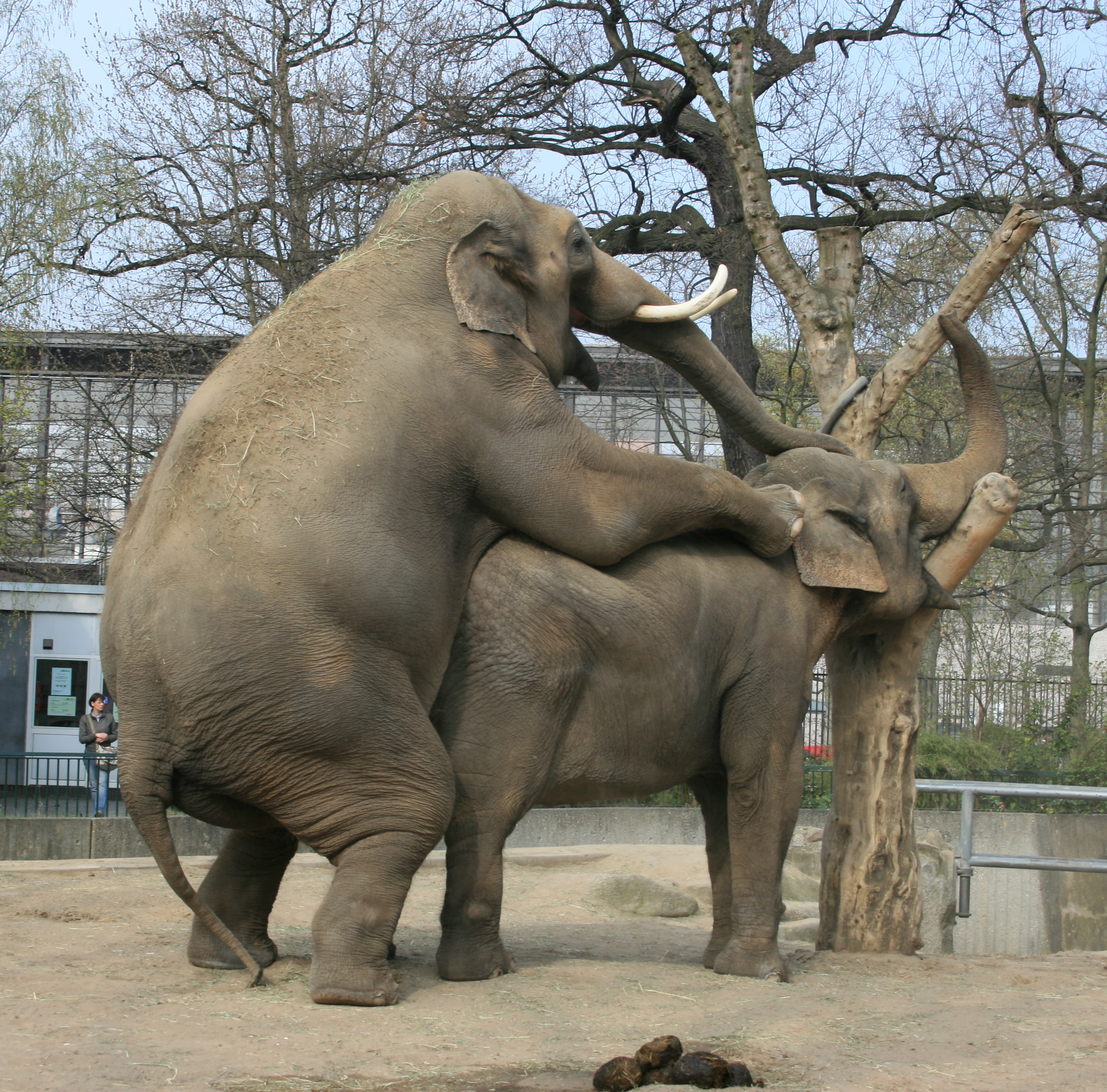
Copulation entre une femelle et un mâle chez les éléphantidés.

Chez les mammifères non-primates (rongeurs, canidés, ovidés…), le comportement de reproduction, et en particulier la copulation, est relativement stéréotypé. (voir les photographies ci-contre et la video)
Le comportement de reproduction est généralement divisé en deux phases :
1. la phase motivationnelle, qui correspond au déclenchement de l'excitation sexuelle, puis au rapprochement physique des partenaires ;
2. la phase consommatoire, qui correspond à la copulation.

### Phase motivationnelle
La phase motivationnelle permet aux partenaires d'échanger des stimulations adéquates, qui permettent de déclencher l'excitation sexuelle, de reconnaître le partenaire de sexe opposé et d'engager le rapprochement physique des corps.
En général, par exemple chez le rat, on observe les séquences suivantes : le rat mâle effectue une exploration olfactive, puis éventuellement gustative de la femelle, plus particulièrement de sa région génitale. Cette exploration est d'autant plus longue que le rat est sexuellement inexpérimenté. Il se frotte parfois contre la femelle, et passe en dessous ou au-dessus d'elle. Au cours de ces frottements, on observe fréquemment un comportement apparemment de marquage de la femelle par l'urine du mâle. La rate œstrale répond aux stimulations du mâle par un comportement de saut et de fuite. Si le mâle n'est pas assez expérimenté, la femelle peut également prendre l'initiative en poussant les flancs de son partenaire. Durant ces activités, les deux partenaires peuvent émettre des ultrasons. Les stimulations du mâle pendant cette période (tentatives de monte, odeurs, vocalisations) induisent l’apparition de la lordose, la posture copulatoire de la femelle.

### Phase consommatoire
Puis, lors de la deuxième phase du comportement de reproduction, appelée phase consommatoire, le mâle monte par l'arrière sur le dos de la femelle. Durant la monte, le mâle palpe et étreint les flancs de la femelle avec ses pattes antérieures. La femelle est active et manifeste sa réceptivité par l'adoption d'une position de lordose et par l'orientation correcte de sa région génitale, ce qui facilite l'intromission du pénis dans le vagin. Le mâle effectue des poussées pelviennes qui permettent l'intromission du pénis et l'éjaculation. Chez le mâle, l'éjaculation s'accompagne de contractions spasmodiques des muscles squelettiques.
Après la copulation, le mâle procède généralement à une toilette de sa région génitale puis entre dans une période d'inactivité. L'éjaculation est suivie chez le mâle d'une période réfractaire caractérisée par une très faible réceptivité à tout type de stimuli et par un état de veille calme proche du sommeil.

## Facteurs à l'origine du comportement de reproduction
Une étape cruciale dans l'étude d'un comportement est d'identifier, de décrire et d'évaluer l'importance des différents facteurs qui sont : 1) à l'origine du développement de ce comportement, et 2) qui participent à son fonctionnement à l'état adulte.
Pour simplifier, on peut distinguer plusieurs types de facteurs :
- les facteurs primordiaux : ceux qui sont les plus importants et qui interviennent avant les autres ;
- les facteurs innés : ceux qui existent dès l'origine dans l'organisme ;
- les facteurs acquis : ceux qui sont en général appris au cours des interactions avec l'environnement.

Ces différents facteurs déterminent le développement et la dynamique du comportement de reproduction.

### Facteurs innés

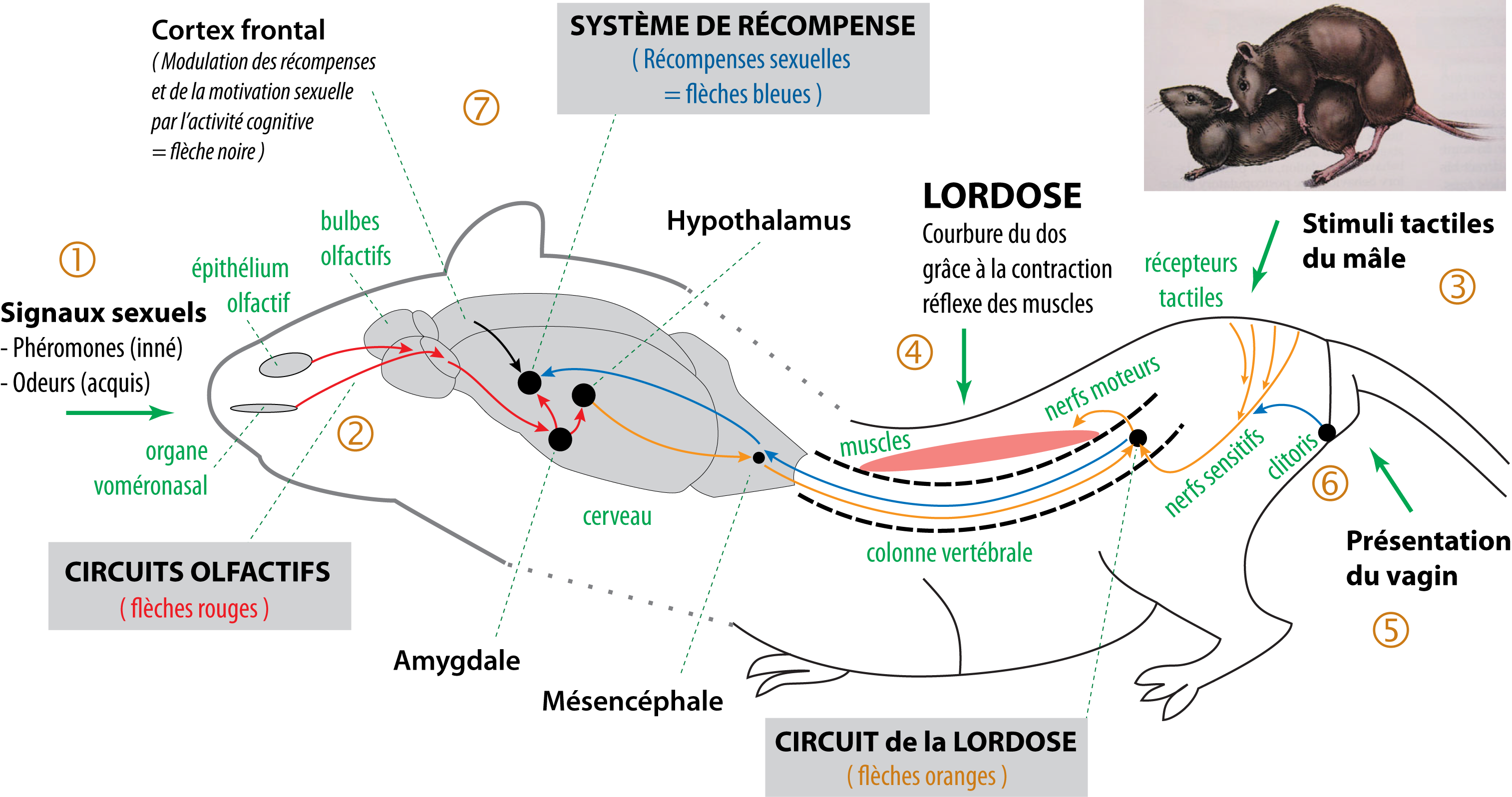
Schéma simplifié des circuits neurobiologiques de l'instinct sexuel des mammifères, chez la femelle.

Chez les mammifères non-primates, et en particulier chez les rongeurs, les recherches en neurosciences dans les années 2000 ont permis d'identifier de nombreux éléments innés, tant instinctuels que physiologiques ou autonomes, qui peuvent participer directement et indirectement à la réalisation appropriée du coït vaginal fécondant :
- les hormones contrôlent le comportement de reproduction par une inhibition saisonnière (la copulation n'a lieu qu'à la saison propice), une inhibition pubertaire (la copulation n'a lieu qu'à la période de maturité des organes reproducteurs), et une inhibition œstrale (la copulation n'a lieu qu'à la période périovulatoire)[note 2] ;
- les phéromones et les circuits olfactifs (flèches rouges sur le schéma ci-dessus) permettent le déclenchement de l'excitation sexuelle et la reconnaissance du partenaire de sexe opposé ;
- les réflexes sexuels (lordose (flèches orange), érection, poussées pelviennes, éjaculation, ovulation réflexe lors du coït ...) permettent l'exécution motrice du coït vaginal et optimisent la fécondation ;
- les récompenses/renforcements (reliés au pénis/clitoris – flèches bleues) permettent le développement de la motivation sexuelle et divers apprentissages qui optimisent la réalisation du comportement de reproduction.

#### Les hormones sexuelles

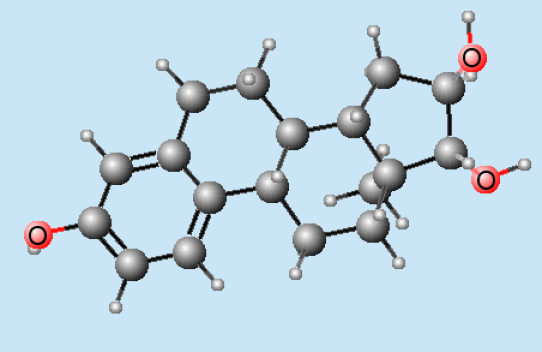
Hormones : molécule d'estriol.

Hormones : molécule de testostérone.

Les hormones, et en particulier les hormones sexuelles, activent, coordonnent et contrôlent la plupart des autres facteurs du comportement de reproduction.
Les hormones sexuelles ont deux rôles principaux : un rôle organisationnel et un rôle activationnel.
Rôle organisationnel. Au cours du développement, les hormones sexuelles provoquent la différenciation sexuelle de l'organisme en mâle et en femelle. Les différenciations sexuelles du cerveau qui influencent le comportement de reproduction sont situées principalement au niveau de l'amygdale, de la région préoptique, de l'hypothalamus, et de la strie terminale.
Rôle activationnel. À la période de maturité reproductrice, les hormones ont également un rôle d'activation et de contrôle du comportement.
- À la puberté, elles activent le comportement de reproduction (facilitation de la motivation sexuelle, facilitation des réflexes sexuels, et synthèse et émission des phéromones sexuelles)[17].
- Puis, elles exercent un contrôle temporel :
  - saisonnier : activation du comportement durant la saison propice à la reproduction[18] ;
  - œstral : activation du comportement à la période favorable du cycle physiologique de l'appareil reproducteur femelle (période œstrale).
- Enfin, elles permettent la coordination du comportement de reproduction avec la physiologie de l'appareil reproducteur.

En conclusion, les hormones sont un facteur majeur du comportement de reproduction.

#### Les phéromones sexuelles

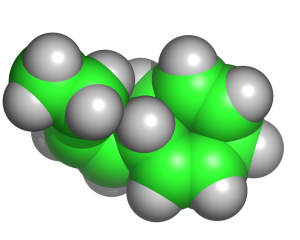
Phéromones : molécule d'ectocarpene

Chez les mammifères, on trouve à l'intérieur du nez des structures sensorielles innées, spécialisées dans la détection des phéromones sexuelles :
- l'organe voméronasal ;
- et certaines régions de l'épithélium olfactif.

Les rôles principaux des phéromones sexuelles sont :
- de déclencher l'excitation sexuelle (via le système olfactif principal et voméronasal[6],[7] ;
- et de permettre la reconnaissance du partenaire de sexe opposé (orientation sexuelle, via le système voméronasal[4],[5],[19]).

Les phéromones permettent la réalisation de la partie initiale du comportement de reproduction, c'est-à-dire l'excitation et le rapprochement physique des partenaires, qui sont les préalables qui vont provoquer les séquences motrices de la copulation.
Remarque importante : les phéromones sont le principal mode de communication des organismes vivants. Ce qui explique leur importance dans le comportement de reproduction.

#### Les réflexes sexuels
Chez les mammifères, il existe 3 types de réflexes sexuels innés : moteurs, autonomes et neuroendocriniens.
- les réflexes moteurs :
  - la lordose (voir le schéma ci-dessous)[9] et l'immobilisation chez la femelle ;
  - les poussées pelviennes et l'intromission chez le mâle[15].
- les réflexes autonomes :
  - la lubrification vaginale chez la femelle ;
  - l'érection[21] et l'éjaculation[10],[11] chez le mâle.
- et un réflexe neuroendocrinien :
  - l'ovulation réflexe, provoquée par le coït[22].

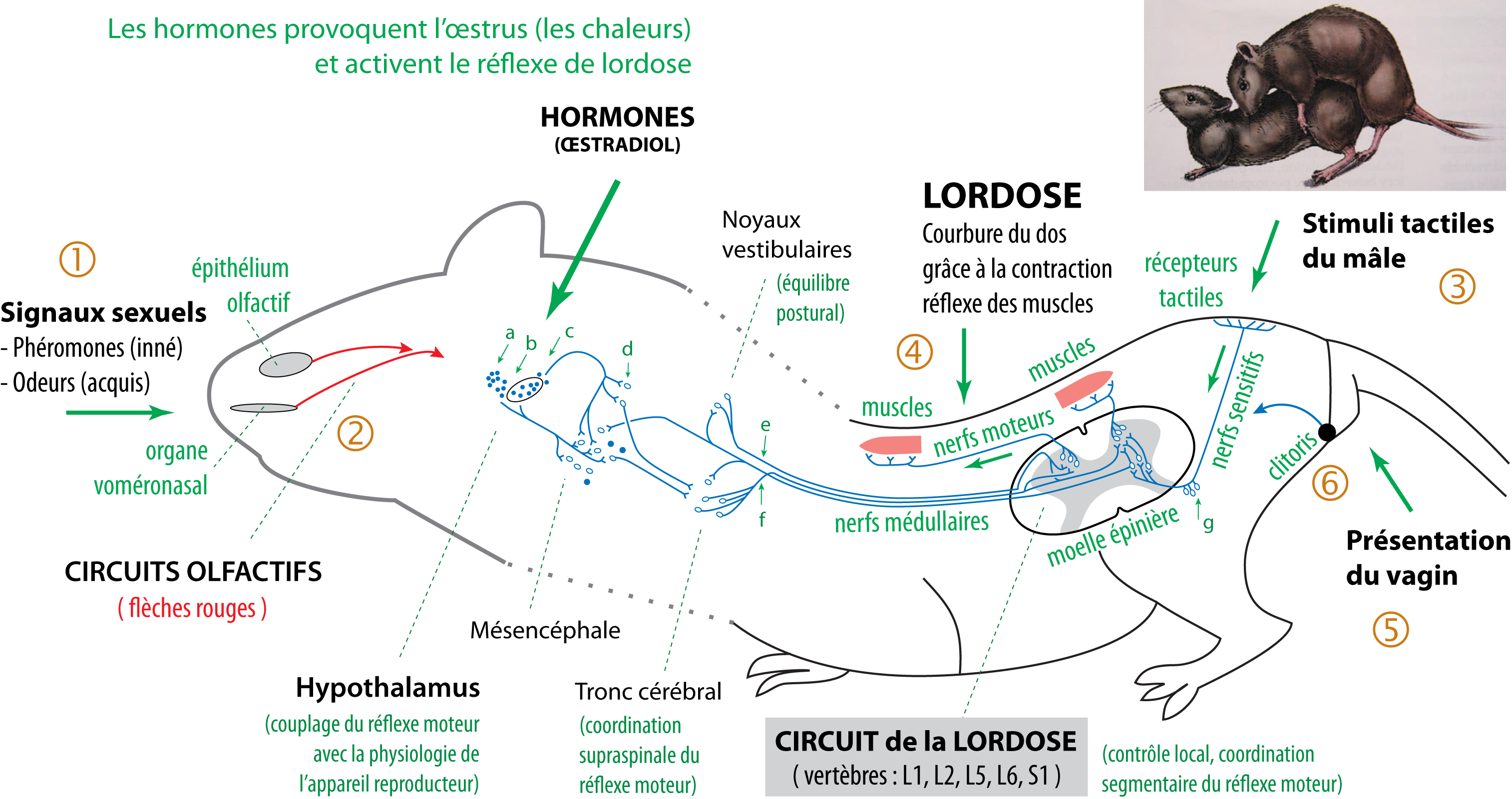
Lordose. Schéma simplifié des circuits neurobiologiques du réflexe sexuel de lordose, spécifique aux mammifères femelles, et indispensable à la réalisation de la copulation. Ce réflexe sexuel moteur complexe est précablé dans la moelle épinière et reçoit des afférences modulatrices du télencéphale. Légende : a) Noyau préoptique médian ; b) Noyau hypothalamique antérieur ; c) Noyau hypothalamique ventromédian ; d) Formation réticulaire mésencéphalique ; e) Faisceau vestibulo-spinal ; f) Faisceau réticulo-spinal ; g) Racines dorsales L1, L2, L5, L6 et S1. NB: le circuit neural est bilatéral. Le schéma est simplifié pour plus de lisibilité.

Les réflexes sexuels innés permettent la réalisation des séquences finales du comportement de reproduction, c'est-à-dire la copulation, qui est déclenchée principalement par le contact physique des régions génitales.

#### Les récompenses/renforcements
Le système cérébral des récompenses/renforcements a été découvert par Olds & Milner en 1954. Il est localisé dans l'aire préoptique médiane et surtout dans le noyau accumbens. Les principaux neuromédiateurs de la récompense/renforcement sont la dopamine, les cannabinoïdes endogènes et les opioïdes endogènes.
Chez le rat, un stimulus aversif (odeur répugnante), mais couplé avec l'éjaculation, devient appétitif. Ce qui montre, que déjà chez les mammifères les plus simples, les récompenses/renforcements érotiques peuvent être à l'origine de puissants conditionnements qui modifient le comportement sexuel.
Les récompenses/renforcements provoquent la répétition de l'activité qui a activé ces processus.
Ces processus, associés à la peau poilue du corps, aux zones érogènes, à la copulation, ainsi qu'à l'éjaculation et à l'orgasme, seraient à l'origine de la répétition de toutes les activités agréables de stimulation du corps et surtout des zones érogènes génitales. Ces processus seraient également, mais indirectement, à l'origine de l'apprentissage de la plupart des séquences non innées du comportement de reproduction (voir section “Facteurs acquis” ci-dessous).

### Facteurs acquis
En plus de ces facteurs innés, des recherches ont mis en évidence des éléments cruciaux, absolument nécessaires à la réalisation du comportement de reproduction, mais qui eux ne sont pas innés. Ces éléments, qui sont acquis au cours de la période du développement de l'organisme, sont :
- la reconnaissance des congénères (c'est-à-dire pouvoir reconnaître le partenaire de la même espèce) ;
- la motivation sexuelle (et en particulier à rechercher le contact physique génital et la copulation) ;
- la socialisation sexuelle (c'est-à-dire être capable d'émettre, d'échanger et de comprendre des informations sociales qui permettent le comportement sexuel) ;
- la séquence de la monte, chez le mâle (la capacité à positionner correctement le pénis en face du vagin, pour réussir l'intromission).

On remarque que ces éléments du comportement de reproduction qui nécessitent un apprentissage sont en fait ceux qui seraient les plus difficiles à précabler ou à coder génétiquement. La reconnaissance des congénères, la motivation sexuelle à rechercher le contact physique génital, la socialisation sexuelle et la position de la monte chez le mâle, nécessiteraient en effet l'existence innée de représentations élaborées du corps (de l'individu et de celui du partenaire), qui ne pourraient être codées que dans les régions les plus complexes du système nerveux. En fonction des connaissances neurobiologiques actuelles, le codage inné de telles capacités cognitives est difficilement explicable.

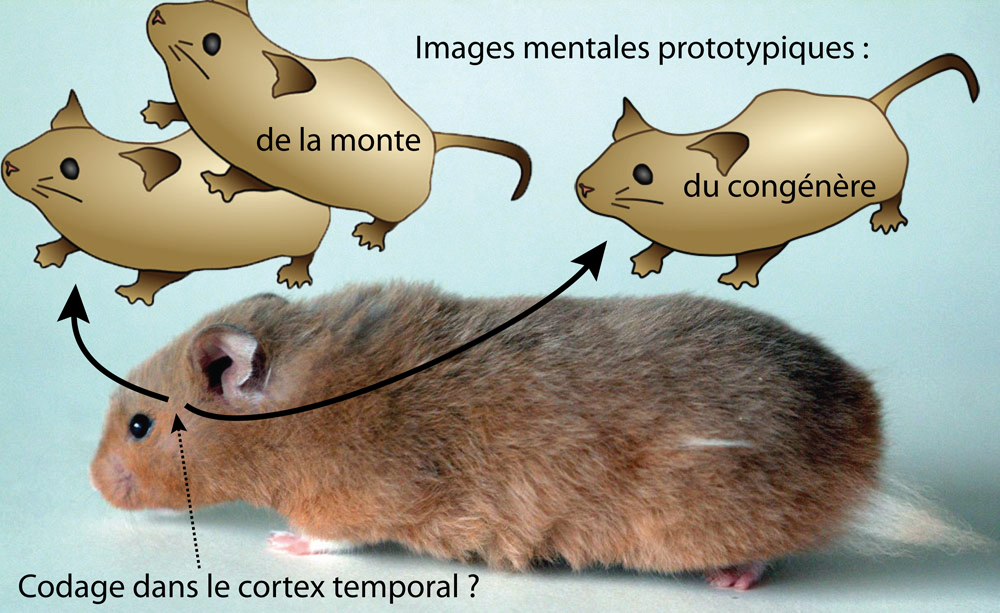
Images mentales prototypiques. Existe-t-il, codées dans le cerveau, des images mentales prototypiques qui permettraient de contrôler de manière innée les comportements ?

Par exemple, certaines hypothèses sexologiques supposent qu'il existerait des images mentales, simplifiées et prototypiques (voir la figure ci-dessus), qui seraient codées et précablées dans des régions corticales spécialisées (comme le cortex temporal inférieur, qui est spécialisé dans le traitement cognitif des formes). Ces images prototypiques permettraient de contrôler de manière innée les comportements (dans l'exemple ci-dessus, deux images prototypiques indiqueraient au mâle les caractéristiques du congénère femelle et la position de la monte, informations qui lui permettraient de copuler).
Mais comment ces images prototypiques, complexes, pourraient-elles être codées dans des régions corticales connues pour être le siège de phénomènes de plasticité, de stabilisation sélective et de réorganisation ? Comment pourrait-on expliquer le contrôle génétique du précablage spécifique et précis des millions d'interconnexions synaptiques vraisemblablement nécessaires au codage de ces formes complexes ?

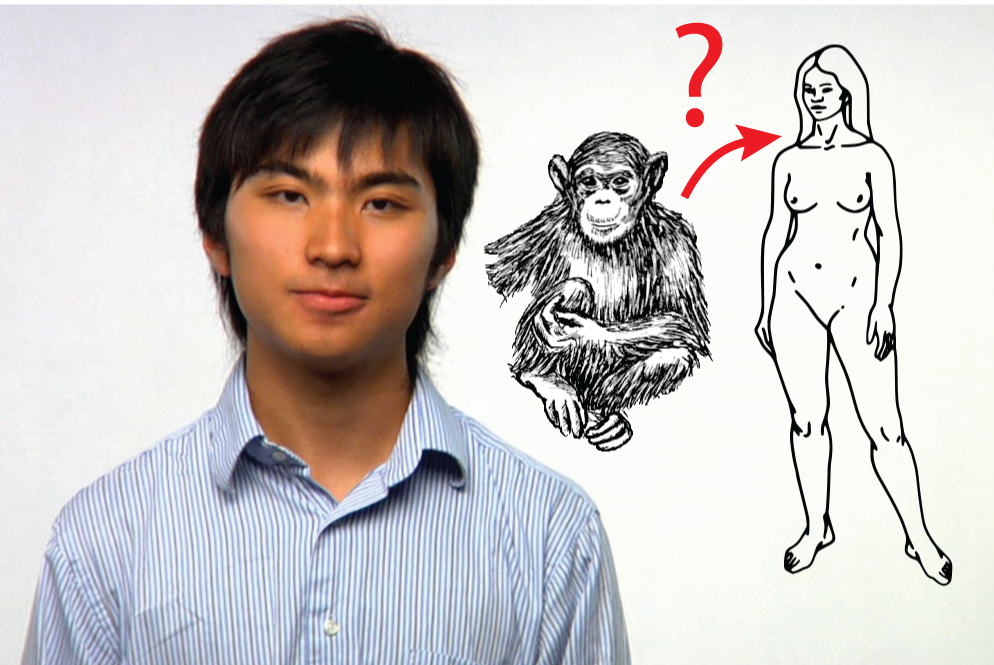
Images mentales prototypiques, chez l'humain. Comment les éventuelles images mentales prototypiques évolueraient-elles d'une espèce à l'autre ?

Cette hypothèse d'images mentales innées qui guideraient les comportements est encore plus difficile à expliquer dans l'espèce humaine. En effet, comment le précablage de ces images pourrait-il évoluer, d'une ancienne espèce à une nouvelle espèce, de manière que la représentation mentale corresponde toujours à la morphologie du nouvel organisme ? Par exemple, l'homme ayant évolué à partir d'un ancêtre primate, il devrait exister une image prototypique de ce primate originel (voir la figure ci-dessus). Alors comment le codage génétique de l'hypothétique image mentale qui guiderait le comportement de reproduction de l'homme pourrait-il avoir évolué de manière à refléter les nouvelles caractéristiques prototypiques de la morphologie féminine ? Et inversement pour la femme ? En fonction des connaissances actuelles en génétique et en biologie du développement, c'est inexplicable.
Par contre, en étudiant l'environnement dans lequel se développent les jeunes mammifères, on remarque que toutes ces capacités non innées peuvent être apprises au cours du développement, lors des nombreuses interactions physiques et sociales avec la mère et les congénères,. Les données qui montrent que ces capacités ne sont pas innées, ainsi que les arguments expérimentaux qui donnent des indications sur les conditions probables de leur apprentissage, sont détaillées dans les sections ci-dessous.

#### Reconnaissance des congénères
Comment un animal fait-il pour savoir qu'il doit, pour se reproduire, s'accoupler avec un partenaire de la même espèce ?
Cette capacité de reconnaissance des congénères n'est pas innée. En effet, des animaux élevés dès la naissance par une mère d'une autre espèce (chevreau par brebis et agneau par chèvre) manifestent une attraction sexuelle pour les animaux de leur espèce adoptive et pas pour ceux de leur espèce génétique. Cette expérience montre qu'il n'existe apparemment pas d'informations innées relatives aux caractéristiques spécifiques des congénères chez les capridés, et, vraisemblablement, chez les autres mammifères.
On remarque d'ailleurs qu'il n'existe aucune nécessité à coder génétiquement ces informations, puisque les caractéristiques morphologiques, olfactives, auditives et visuelles des congénères sont forcément toujours apprises : sauf cas exceptionnel, un nouveau-né est toujours en contact et se développe avec des membres de son espèce. L'apprentissage des caractéristiques des congénères est donc prédéterminé par le contexte du développement et il est toujours effectué.

#### Socialisation sexuelle
Comment un animal fait-il pour connaître les attitudes et les signaux permettant d'engager un comportement sexuel ?
Cette capacité de socialisation sexuelle, c'est-à-dire l'ensemble des attitudes et des réactions appropriées à l'interaction sociale sexuelle avec les congénères, ne serait pas innée. En effet, on observe que des animaux élevés en isolement social dès la naissance sont incapables d'interactions sociales et sexuelles normales. Il est d'ailleurs difficile d'expliquer, en fonction des connaissances neurobiologiques actuelles, de quelle manière toutes les capacités sensorielles, émotionnelles et cognitives nécessaires aux interactions sociales et sexuelles appropriées peuvent être programmées dans le système nerveux.
La socialisation sexuelle est apprise au cours des nombreux et fréquents jeux sociaux qui sont pratiqués quotidiennement par les jeunes mammifères durant toutes les années de leur développement. Ces activités ludiques sont fréquemment répétées car elles procurent des récompenses, en particulier durant la période du développement.

#### Motivation sexuelle
D'où provient la motivation d'un animal à copuler ?
Cette motivation sexuelle à rechercher le contact physique génital ne serait pas innée. En effet, quels sont les processus neurobiologiques qui provoquent l'attirance réciproque d'un mâle et d'une femelle puis qui provoquent la copulation ?
En fonction des connaissances disponibles en 2014, on peut expliquer la reconnaissance du partenaire et l'état d'excitation sexuelle par les phéromones et les hormones. En schématisant, les phéromones sexuelles permettent la reconnaissance du partenaire,, et l'induction d'un état d'excitation sexuelle,,,, par des connexions entre les récepteurs olfactifs et certaines structures cérébrales (amygdale, hypothalamus, neurones à gonadolibérine qui contrôlent les hormones sexuelles,).
Mais, une fois que le mâle et la femelle sont dans un état d'excitation sexuelle (lubrification vaginale, érection…) – c'est-à-dire un état cérébral et génital favorable au déclenchement de différentes actions physiologiques ou motrices – quels sont les processus qui vont les amener à la copulation ?
On peut envisager qu'il existerait des connaissances, des représentations ou des séquences motrices innées, spécifiques du coït vaginal. Mais aucune donnée actuelle ne permet de prouver ni même d'expliquer comment des phénomènes cognitifs aussi complexes que des connaissances ou des représentations spécifiques à la copulation peuvent être codés dans les cortex associatifs (voir la figure images prototypiques ci-dessus). Quant aux séquences motrices innées, les seules actuellement connues sont les réflexes sexuels (lordose, intromission…) qui permettent la réalisation de la partie finale de la copulation.
En récapitulant, les processus innés connus expliquent l'excitation sexuelle des animaux, la reconnaissance du partenaire de sexe opposé, et, seulement si les animaux parviennent à mettre en contact leurs organes génitaux, les réflexes innés permettront d'exécuter les séquences successives de la copulation (intromission, mouvements rythmiques, éjaculation). Mais il manque une motivation innée, spécifique à rechercher la copulation, puis à positionner correctement le pénis et le vagin, puis à commencer le coït vaginal.

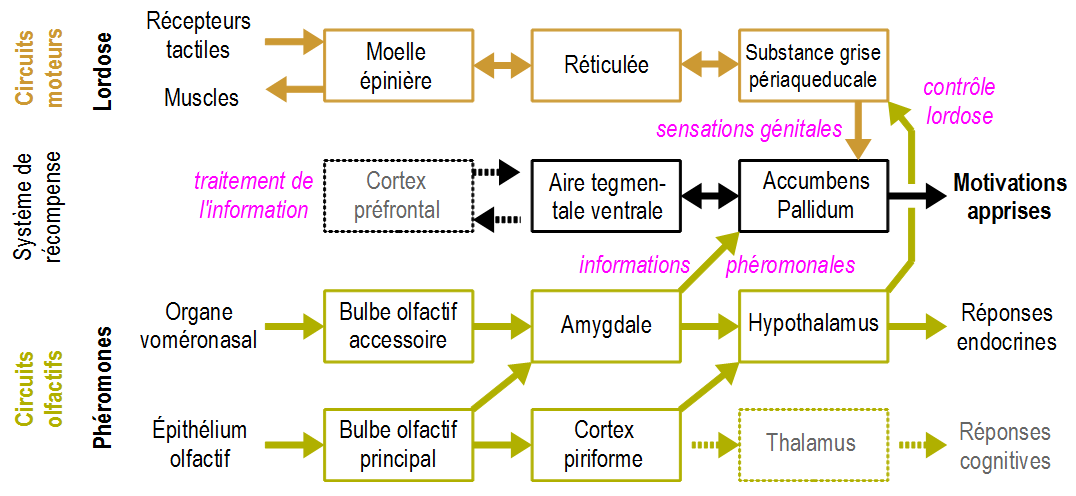
Description des principaux circuits neurobiologiques innés qui contrôlent l'apprentissage de la motivation sexuelle chez les mammifères femelles non-primates.

Néanmoins, plusieurs expériences suggèrent que cette motivation particulière est acquise durant le développement, grâce en particulier aux récompenses génitales. En effet, il existe des connexions neurales entre les récepteurs somatosensoriels génitaux, les récepteurs olfactifs aux phéromones et le système de récompense (voir sur le schéma ci-dessus les circuits moteur et olfactif qui sont reliés au noyau accumbens et au pallidum – cf. les flèches "sensations génitales" et "informations phéromonales"). Les phéromones sexuelles activent le système de récompense et induisent des apprentissages. Les stimulations corporelles, en particulier au niveau des zones génitales, procure également des récompenses cérébrales,. Durant les mois ou les années que dure le développement, les milliers de contacts corporels postnatals avec la mère et avec les autres nouveau-nés, et en particulier le léchage génital,,, ainsi que les jeux sexuels avec les autres congénères et l'exploration régulière phéromone-dépendante de la région génitale des congénères, induisent le développement graduel d'une motivation sexuelle à rechercher des stimulations génitales.
Cette motivation sexuelle acquise est ensuite fortement potentialisée à la puberté sous l'effet des hormones sexuelles, vraisemblablement par une action modulatrice de la testostérone, dans la région préoptique, sur les enzymes contrôlant la synthèse des neuromédiateurs impliqués dans les processus sexuels. Puis la répétition des copulations et des récompenses sexuelles induit l'apprentissage et le développement d'une motivation sexuelle qui va devenir spécifique du vécu particulier de chaque animal.

#### Séquence motrice de la monte
Comment un mâle fait-il pour savoir qu'il faut monter sur le dos de la femelle, par l'arrière, afin de copuler ?
La capacité au positionnement génito-génital approprié des corps (la séquence de la monte chez les mammifères non-primates) n'est pas innée. En effet, on observe que lorsque les mammifères non humains, et tout particulièrement les primates, sont mis dans des conditions où ils ne peuvent apprendre aucun élément du comportement de reproduction, de manière systématique le mâle est incapable de coïter,,,. Cette incapacité du mâle à pratiquer le coït en dehors de toute expérience préalable a été vérifiée dans plusieurs espèces (cochon d'Inde, rat, chat, chien, macaque rhésus, chimpanzé), et elle est systématique chez tous les primates.
En variant les conditions expérimentales, il est apparu que c'est vraisemblablement la privation du contact physique, et non de la vue, des sons ou des odeurs des congénères, qui est le facteur critique à l'origine du déficit coïtal,. On peut ainsi observer des mâles sexuellement naïfs manifester de nombreux comportements spécifiques de la reproduction (excitation, érection, contacts avec le partenaire…) mais ils ne parviennent pas à copuler. Un des principaux problèmes, bien qu'il existe également des problèmes connexes de socialisation et de peur des autres congénères, pourrait être lié à un déficit de construction du “schéma corporel” et se caractérise par une incapacité à positionner correctement le corps afin de réussir l'intromission.
Le positionnement génito-génital est appris durant le développement, au cours des milliers d'interactions corporelles avec les congénères. Parmi ces interactions corporelles, celles qui provoquent des contacts physiques avec les régions génitales ou qui déclenchent des réflexes sexuels peuvent amorcer des séquences sexuelles partielles (jeux sexuels), qui sont progressivement intégrés par apprentissage dans des schèmes moteurs plus globaux, initiant ainsi progressivement l'apprentissage d'un comportement de reproduction plus complet. Ces activités sont fréquemment répétées car elles procurent des récompenses. Ces contacts corporels lors de jeux sociaux et sexuels sont à l'origine de la construction d'un “schéma corporel” de l'individu et des congénères. Ce schéma corporel permet à l'animal de réaliser des ajustements posturaux adaptés – dont le positionnement génito-génital – lors des interactions corporelles spécifiques avec ses congénères (toilettage, agression, copulation…).
Au niveau neurobiologique, tous ces apprentissages réalisés grâce à ces activités et ces stimulations corporelles se traduisent concrètement par le développement des structures neurales impliquées dans le contrôle du comportement de reproduction (amygdale médiale, noyau préoptique médian, noyaux moteurs médullaires),,.
On remarque ainsi que l'apprentissage des schèmes moteurs plus globaux correspond au développement des structures qui sont impliquées dans le contrôle du comportement de reproduction. Le contrôle que ces structures exercent sur le comportement de reproduction n'est donc pas un contrôle inné, dépendant d'une organisation génétiquement ou hormonalement “programmée” de ces structures, mais un contrôle en grande partie acquis. On observe ainsi que l'interaction entre les facteurs environnementaux (jeux sociaux et sexuels) et les facteurs innés (réflexes sexuels, phéromones, récompense) permet le développement structurel et fonctionnel du circuit neural spécifique au comportement de reproduction.

## Modélisation du comportement de reproduction
En fonction de toutes les données présentées dans les sections précédentes, quel serait, en simplifiant, le développement et la dynamique du comportement de reproduction des mammifères ?

### Développement du comportement de reproduction
Dans la période prénatale, sous l'effet organisateur des hormones (qui sont le facteur majeur et primordial), l'organisme se différencie en mâle ou en femelle. Les structures innées (réflexes sexuels, organe voméronasal, connexions olfactives…) se développent, ainsi que le système de récompense et les capacités d'apprentissage.
Puis, dès la naissance, le petit mammifère apprend au contact de sa mère et des congénères les caractéristiques sensorielles des animaux de son espèce. Au cours des nombreuses interactions physiques et sociales quotidiennes, il acquiert par les jeux physiques un schéma corporel, par les jeux sociaux il apprend à interagir socialement de manière appropriée, et, surtout pour le mâle, ses circuits neuraux, ses réflexes sexuels et sa motivation sexuelle se développent progressivement au cours des jeux sexuels,,,.
De cette manière, tous les éléments innés et acquis permettant le comportement de reproduction deviennent fonctionnels avant la puberté.

### Dynamique du comportement de reproduction à la maturité
À la puberté, les hormones sont toujours le facteur majeur. Par rapport au comportement, elles ont principalement un rôle de coordination et de modulation, en rendant actifs de manière simultanée les différents processus neurobiologiques impliqués dans le comportement de reproduction.
La mélatonine, par son action sur les neurones à gonadolibérine, active le comportement sexuel durant la saison favorable à la reproduction. Les hormones sexuelles initient le comportement de reproduction à la puberté, lèvent les inhibitions toniques sur les réflexes sexuels, abaissent les seuils de détection des organes sensoriels, déclenchent la synthèse et la libération des phéromones sexuelles et potentialisent la motivation sexuelle. L'organisme est ainsi prêt pour effectuer les séquences comportementales aboutissant à la copulation.
Puis, lors de la phase motivationnelle, lorsque les animaux sexuellement naïfs sont en présence, les phéromones sont les principaux signaux primaires qui provoquent le déclenchement de la motivation sexuelle et permettent la discrimination du partenaire sexuel de sexe opposé,. L'état d'excitation sexuelle et la vue du partenaire provoquent le rappel contextuel des souvenirs des jeux sexuels antérieurs, ce qui induit la motivation à entrer en contact physique génital, pour obtenir de nouvelles récompenses sexuelles.
Enfin, lors de la phase consommatoire, lorsque les animaux sont en contact physique, les stimuli corporels provoqués par chaque action constituent les stimuli déclencheurs de l'action réflexe suivante. Chaque action déclenche l'action suivante : la monte déclenche la lordose, qui déclenche les poussées pelviennes et l'intromission, qui déclenchent alors l'éjaculation, et (chez certaines espèces) la libération de l'ovule.
Après que l'animal naïf a réalisé plusieurs copulations, différents signaux (visuels, auditifs, gustatifs, etc.) deviennent par conditionnement des signaux sexuels qui peuvent déclencher et influencer les copulations ultérieures. Le comportement de reproduction peut alors être effectué malgré l'absence de certains signaux innés (comme les phéromones sexuelles) qui sont cruciaux pour l'animal sexuellement naïf,. Puis, au fur et à mesure de l'accroissement de l'expérience sexuelle et des apprentissages concomitants, les différentes séquences motrices sont exécutées plus efficacement et le comportement de reproduction devient mature et optimisé.

## Analyses phylogénétiques et fonctionnelles
À partir de toutes les données présentées dans les sections précédentes, en analysant l'organisation et la dynamique fonctionnelle des processus innées et des apprentissages qui participent à la réalisation du comportement de reproduction, il apparaît deux caractéristiques remarquables : l'existence d'un véritable comportement de reproduction, et l'existence d'un instinct partiel. De plus, les phéromones apparaissent comme étant le facteur de l'orientation sexuelle.

### Orientation sexuelle & Préférences sexuelles
Orientation sexuelle. L'analyse des facteurs innés à l'origine du comportement de reproduction met en évidence que le seul facteur inné qui permet d'identifier le partenaire de sexe opposé est celui des phéromones sexuelles,. Cette importance des phéromones dans la communication sexuelle des mammifères est en cohérence avec l'importance fondamentale des phéromones dans la communication de quasiment tous les organismes vivants (procaryotes, champignons, algues, végétaux, insectes, poissons, mammifères…).
Préférences sexuelles. Il ne semble pas exister de préférences sexuelles chez les rongeurs. Des préférences, en général pour un ou plusieurs partenaires sexuels avec lesquels se forment des relations privilégiées, n'apparaissent clairement qu'à partir des primates.

### Véritable comportement de reproduction
L'analyse des facteurs innés permettant le comportement de reproduction met en évidence des caractéristiques remarquables :
- on remarque qu'il existe un contrôle temporel optimisé, réalisé par les hormones. Ce contrôle est exercé à trois niveaux :
  - un contrôle pubertaire : les activités sexuelles n'ont lieu qu'à la période de maturité de l'appareil reproducteur,
  - un contrôle saisonnier : les activités n'ont lieu qu'à la saison propice (chez les espèces saisonnières),
  - et un contrôle œstral : les activités n'ont lieu qu'à la période de maturité des gamètes ;
- il existe une identification du partenaire de sexe opposé, réalisé grâce aux phéromones ;
- il existe des activités réflexes innées spécifiques du coït vaginal : lordose, érection, éjaculation, etc.
- et il existe, chez certaines espèces, une ovulation réflexe lors du coït qui permet une optimisation de la fécondation.

En synthèse, ces facteurs innés tendent à ce que la copulation soit hétérosexuelle, ait lieu à la saison propice et à la période de maturité de l'ovule. Ce qui signifie que dans le plan d'organisation général des mammifères, il existe un véritable comportement de reproduction.

### Concept d' “instinct partiel”
Les données présentées ci-dessus et décrivant les facteurs innés et acquis à l'origine du comportement de reproduction montrent qu'il n'existe pas d'instinct de la reproduction (ou d'instinct sexuel), c'est-à-dire une programmation centrale innée des différentes séquences motrices nécessaires à la réalisation de ce comportement.
On observe plutôt que le comportement de reproduction émerge principalement de la coordination fonctionnelle de différents réflexes et processus sexuels innés, d'interactions avec les congénères et de différents apprentissages qui sont toujours réalisés au cours du développement dans l'environnement écologique normal.
Ces caractéristiques particulières amènent à proposer le concept d'un “instinct partiel”, c'est-à-dire un ensemble incomplet d'éléments innés, mais, parce qu'ils sont associés à des circonstances environnementales spécifiques qui existent quasiment toujours au cours du développement (par exemple les interactions mère-enfant, les stimuli sensoriels et les contacts corporels avec les congénères, etc.), les éléments manquants sont indirectement toujours acquis et le comportement “partiellement instinctuel” s'exécute correctement à sa période de maturité, sans nécessité d'apprentissages spécifiques.
À noter que pour un observateur extérieur, le comportement de reproduction peut apparaître comme instinctuel, dans la mesure où les apprentissages, tels ceux induits par le léchage de la région génitale, ne sont pas apparents, ne sont pas directement liés à la reproduction ou ne sont pas considérés comme “sexuels”.

## Variations du comportement de reproduction
Le modèle du comportement de reproduction présenté ci-dessus correspond à un modèle général, prototypique, basé sur les connaissances en neurosciences disponibles en 2013. Le cadre général de ce modèle est valable pour tous les mammifères non-primates.
Mais pour compléter ce modèle, certaines précisions doivent être apportées afin d'expliciter certains cas particuliers : les variations du comportement suivant les espèces de mammifères, l'existence d'activités non reproductrices, et, plus paradoxal encore, l'existence d'activités sexuelles entre espèces différentes.

### Variations en fonction des espèces
Suivant les espèces de mammifères non-primates (rats, chiens, chèvres, moutons…) certains facteurs innés (réflexes sexuels, phéromones, hormones, récompense…) n'existent pas ou plus, ou sont modifiés. Par exemple, le contrôle saisonnier ou le réflexe neuroendocrinien d'ovulation n'existent pas dans plusieurs espèces (l'ovulation réflexe existe chez le furet, la lapine, ou la chatte, mais pas chez la brebis ou la ratte).
Néanmoins, le modèle général reste toujours valable. Seule la dynamique du comportement est modifié. Par exemple, s'il n'existe pas de contrôle saisonnier, alors les copulations existent toute l'année, et des naissances peuvent avoir lieu à des saisons moins favorables. Le comportement de reproduction reste toujours fonctionnel, il est seulement moins optimisé.

### Activités sexuelles non reproductrices
Le contrôle exercé par les hormones et les phéromones n'est pas toujours ni parfait, ni total. Et plus on monte dans l'échelle phylogénétique, plus le cerveau est développé, plus le contrôle hormonal s'affaiblit. En particulier pour le mâle, des réflexes sexuels peuvent être exécutés avant la puberté, bien que le système reproducteur de l'animal ne soit pas mature. Il n'est donc pas “biologiquement anormal” d'observer parfois chez les mammifères non-primates des activités sexuelles sans rapport avec la reproduction.

### Activités sexuelles inter-espèces
Le comportement sexuel a priori le plus aberrant, le plus « contre-nature », est la copulation entre deux animaux appartenant à des espèces différentes.
Néanmoins, on remarque que ce comportement existe et que ces activités inter-espèces sont d'autant plus fréquentes que la morphologie des organismes est similaire (âne/cheval, tigre/lion, etc.)
Est-ce une anomalie, une pathologie, un dysfonctionnement de l'instinct sexuel ?
Comme indiqué dans les paragraphes précédents, chez les mammifères non-primates (comme les rongeurs ou les capridés), plusieurs caractéristiques du comportement de reproduction ne sont pas innées. Par exemple, la reconnaissance du congénère est apprise durant les premières années de la vie : comme déjà indiqué, des chevreaux adoptés par des brebis et des agneaux adoptés par des chèvres copulent à l'âge adulte avec des partenaires de l'espèce adoptive et pas avec des membres de leur espèce. On remarque ici que les modifications du comportement de reproduction trouvent leur origine dans des apprentissages précoces.
De façon plus générale, toutes les capacités apprises qui sont nécessaires à la réalisation du comportement de reproduction (reconnaissance du congénère, socialisation sexuelle, motivation sexuelle, et positionnement génito-génital du corps), sont influencées par les conditions et le contexte des apprentissages. Et ces apprentissages dépendent des caractéristiques de l'environnement et des interactions entre les animaux.
En reprenant l'exemple d'adoption croisée des chevreaux et des agneaux, on remarque que ce qui apparaît a priori comme le plus aberrant et contre-nature, est en fait « biologiquement normal » : les nouveau-nés interagissent avec leurs mères adoptives, et durant toutes les années de leur développement, au cours des milliers d'interactions physiques et sociales, les chevreaux apprennent les différentes caractéristiques sensorielles, comportementales et sociales des brebis, et les agneaux apprennent celles des chèvres. Les chevreaux et les agneaux apprennent les caractéristiques de leurs mères adoptives, apprennent les codes de socialisation de leurs « congénères » adoptifs, ont des jeux sociaux et sexuels avec leurs « congénères » adoptifs, et ainsi il est « biologiquement normal » qu'à l'âge adulte ils copulent avec un partenaire de leur espèce adoptive, et non de leur espèce génétique qui leur est complètement étrangère.
De plus, on observe expérimentalement que lorsqu'un animal sexuellement expérimenté est excité, la force de l'excitation sexuelle est telle que la vue ou le contact avec tout animal ou objet de forme similaire suffit à déclencher la copulation. L'élevage en commun n'est donc parfois même pas nécessaire.
Pour toutes ces raisons, il est « biologiquement normal » que des animaux qui vivent dans certains types d'environnements, par exemple élevés ensemble dans une ferme ou un zoo, puissent avoir des interactions sexuelles (pour exemple, voir les vidéos : chien avec chat, lapin avec chat, chien avec poule, chien avec lion, tigre avec chien).
Toujours pour ces raisons, il n'est pas « biologiquement anormal » que des animaux domestiques (surtout les chiens) ou élevés dans des zoos (et tout particulièrement les primates) tentent parfois d'avoir des interactions sexuelles avec des humains (et vice-versa d'ailleurs).
En conclusion, comme il n'existe qu'un instinct partiel du comportement de reproduction, tous les types d'activités sexuelles qui n'ont aucun rapport avec la reproduction s'expliquent par l'existence des apprentissages cruciaux (reconnaissance du congénère, motivation sexuelle, socialisation, et position de copulation pour le mâle). Ces apprentissages cruciaux sont influencés par les caractéristiques de l'environnement, et dans certaines circonstances, des apprentissages précoces peuvent induire des modifications comportementales importantes.

## Évolution du comportement de reproduction: le comportement érotique
Chez les mammifères ayant connu un fort développement du cortex cérébral au cours de leur évolution (Hominidés et dauphins), le réflexe de lordose n'est plus fonctionnel, les activités sexuelles ne sont plus sous le contrôle des hormones, et des phéromones,,,. La sexualité s'est ainsi dissociée de la reproduction. Au contraire, l'importance des récompenses / renforcements et de la cognition est devenue majeure. Le but du comportement sexuel n'est plus le coït vaginal mais la recherche du plaisir érotique, procuré par la stimulation du corps et des zones érogènes. Le comportement de reproduction devient graduellement un comportement érotique.